# Park Jang-hyuk
Park Jang-hyuk (* 31. Oktober 1998 in Seoul) ist ein südkoreanischer Shorttracker.

## Werdegang
Park startete international erstmals bei den Juniorenweltmeisterschaften 2018 in Tomaszów Mazowiecki. Dort gewann er die Bronzemedaille im Mehrkampf. Sein Debüt im Shorttrack-Weltcup hatte er zu Beginn der Saison 2021/22 in Peking und errang dabei jeweils den 79. Platz über 500 m und 1500 m und den 78. Platz über 1000 m. Zudem wurde er dort Dritter in der Mixed-Staffel. Im weiteren Saisonverlauf kam er über 1500 m zweimal auf den dritten Platz und erreichte damit den dritten Gesamtrang. Außerdem holte er in Dordrecht mit der Staffel seinen ersten Weltcupsieg.

## Weltcupsiege im Team
| Nr. | Datum             | Ort         |
| --- | ----------------- | ----------- |
| 1.  | 28. November 2021 | Dordrecht 1 |

## Persönliche Bestzeiten
| Distanz | Zeit         | Datum             | Ort                 |
| ------- | ------------ | ----------------- | ------------------- |
| 500 m   | 41,111 s     | 25. November 2021 | Dordrecht           |
| 1000 m  | 1:24,435 min | 4. März 2018      | Tomaszów Mazowiecki |
| 1500 m  | 2:12,863 min | 27. November 2021 | Dordrecht           |